# Fulvio Bacchelli
Fulvio Bacchelli (Triëst, 27 februari 1951) is een Italiaans voormalig rallyrijder.

## Carrière
Fulvio Bacchelli maakte in 1971 zijn debuut in de rallysport. Hij profileerde zich hierin snel, ook met activiteiten in het wereldkampioenschap rally, waar hij sinds 1974 voor de fabrieksinschrijving van Fiat aan deelnam. Zijn beste resultaat dat jaar was een zesde plaats in Corsica en in het daaropvolgende seizoen een vierde plaats in Monte Carlo. In 1975 eindigde hij ook tweede in de stand om het Europees rallykampioenschap. Zijn grootste succes kwam uiteindelijk met de in 1976 geïntroduceerde Fiat 131 Abarth, waarmee hij in een berekend optreden de rally van Nieuw-Zeeland in 1977 wist te winnen, terwijl hij later dat jaar ook nog naar een derde plaats zou rijden in Corsica. Toen Fiat en Lancia hun rally project aan het einde van het jaar fuseerden, verloor hij echter zijn plaats bij het team. Tot begin jaren tachtig was Bacchelli slechts sporadisch nog actief in (WK) rally's.

## Complete resultaten in het wereldkampioenschap rally
| Seizoen | Inschrijving     | Auto                   | 1       | 2   | 3       | 4       | 5     | 6       | 7   | 8       | 9       | 10      | 11     | 12  | 13  | Pos. | Punten |
| ------- | ---------------- | ---------------------- | ------- | --- | ------- | ------- | ----- | ------- | --- | ------- | ------- | ------- | ------ | --- | --- | ---- | ------ |
| 1973    | Fulvio Bacchelli | Fiat Abarth 124 Rallye | MON     | ZWE | POR     | KEN     | MAR   | GRI     | POL | FIN     | OOS     | ITA DNF | VST    | GBR | FRA | N/A  | N/A    |
| 1974    | Fiat S.p.A.      | Fiat Abarth 124 Rallye | POR     | KEN | FIN     | ITA DNF | CAN   | VST     | GBR | FRA 6   |         |         |        |     |     | N/A  | N/A    |
| 1975    | Fiat S.p.A.      | Fiat Abarth 124 Rallye | MON 4   | ZWE | KEN     | GRI     | MAR   | POR     | FIN | ITA     | FRA     | GBR     |        |     |     | N/A  | N/A    |
| 1976    | Fiat S.p.A.      | Fiat 131 Abarth        | MON     | ZWE | POR     | KEN     | GRI   | MAR DNF | FIN | ITA DNF | FRA     | GBR 11  |        |     |     | N/A  | N/A    |
| 1977    | Fiat S.p.A.      | Fiat 131 Abarth        | MON DNF | ZWE | POR DNF | KEN     | NZL 1 | GRI DNF | FIN | CAN     | ITA DNF | FRA 3   | GBR 17 |     |     | N/A  | N/A    |
| 1978    | Lancia Pirelli   | Lancia Stratos HF      | MON 10  | ZWE | KEN     | POR     | GRI   | FIN     | CAN | ITA     | IVK     | FRA     | GBR    |     |     | N/A  | N/A    |
| 1979    | Fulvio Bacchelli | Lancia Stratos HF      | MON DNF | ZWE | POR     | KEN     | GRI   | NZL     | FIN | CAN     | ITA     | FRA     | GBR    | IVK |     | –    | 0      |
| 1982    | Volta            | Lancia Rally 037       | MON     | ZWE | POR     | KEN     | FRA   | GRI     | NZL | BRA     | FIN     | ITA DNF | IVK    | GBR |     | –    | 0      |

Noot:
- Het concept van het wereldkampioenschap rally tussen 1973 en 1976 hield in dat er enkel een kampioenschap open stond voor constructeurs.
- In 1977 en 1978 werd de FIA Cup for Drivers georganiseerd. Hierin meegerekend alle WK-evenementen, plus tien evenementen buiten het WK om.

#### Overwinningen
| # | Seizoen | Rally                   | Navigator          | Auto            |
| - | ------- | ----------------------- | ------------------ | --------------- |
| 1 | 1977    | 8th South Pacific Rally | Francesco Rossetti | Fiat 131 Abarth |